# Cellou Dalein Diallo
Cellou Dalein Diallo (ur. 3 lutego 1952 w Labé) – gwinejski polityk i ekonomista, były minister, premier Gwinei w latach 2004–2006, przewodniczący Unii Sił Demokratycznych Gwinei (UFDG) od 2007. Kandydat w wyborach prezydenckich w 2010.

## Życiorys
Cellou Dalein Diallo urodził się w 1952 w Labé. Studiował księgowość i zarządzanie na Uniwersytecie w Konakry. Odbył kursy z dziedziny makro i mikroekonomii w Centrum Studiów Finansowych, Ekonomicznych i Bankowych (CEFEB) w Paryżu oraz w Instytucie MFW w Waszyngtonie.
W 1976, po ukończeniu studiów, rozpoczął pracę jako inspektor handlowy. Został członkiem Najwyższej Rady Standardów i Rachunkowości oraz Narodowej Konferencji Gospodarczej. W 1982 został kierownikiem działu w Gwinejskim Banku Handlu Zagranicznego. W 1985 objął stanowisko dyrektora wydziału księgowości w Banku Centralnym Republiki Gwinei, a następnie dyrektora wydziału spraw gospodarczych i walutowych. W 1995 został mianowany dyrektorem generalnym Administracji i Kontroli Wielkich Projektów (Administration et Contrôle des Grands Projets, ACGP) przy Prezydencie Republiki.
W lipcu 1996 wszedł w skład rządu Sidyi Touré, w którym objął stanowisko ministra transportu, telekomunikacji i turystyki. W październiku 1997 został mianowany w nim ministrem infrastruktury (odpowiedzialnym za transport, roboty publiczne, telekomunikację i środowisko). W marcu 1999 objął stanowisko ministra robót publicznych i transportu w gabinecie Lamine'a Sidimé, które zajmował przez 5 lat. W lutym 2004 stanął na czele Ministerstwa Rybołówstwa i Akwakultury w rządzie François Lonseny Falla.
9 grudnia 2004 Diallo został mianowany przez prezydenta Lansanę Conté szefem rządu. Wcześniej, od kwietnia 2004 urząd premiera był nieobsadzony. Jako premier zyskał sobie uznanie i przychylność międzynarodowych organizacji finansowych i pomocowych. Jego rząd targany był jednak wewnętrznymi konfliktami i walkami o wpływy. W celu wzmocnienia swojej pozycji, 4 kwietnia 2006 Diallo dokonał zmian w gabinecie, dymisjonując część z ministrów i zastępując ich swoimi współpracownikami. Sam przejął kontrolę nad sektorem gospodarki, finansów, współpracy międzynarodowej i planowania. Jednak już następnego dnia, w ogłoszonym w radiu dekrecie, prezydent Conté unieważnił dokonane zmiany i zdymisjonował Diallo ze stanowiska z powodu „poważnych zaniedbań”. Jego następcą został mianowany dopiero w lutym 2007 Eugène Camara.
Po odejściu z rządu, przystąpił do opozycji. 7 listopada 2007 został wybrany przewodniczącym Unii Sił Demokratycznych Gwinei (Union des forces démocratiques de Guinée, UFDG).
Po dokonaniu w grudniu 2008 zamachu stanu po śmierci prezydenta Conté przez juntę wojskową, Diallo domagał się od nowych władz powrotu do rządów cywilnych i organizacji wolnych wyborów. W tym celu, wraz z innymi liderami opozycji, utworzył koalicję Forum Żywych Sił Gwinei (FFVG). Po wyznaczeniu daty wyborów prezydenckich na styczeń 2010, zamierzał wziąć w nich udział.
28 września 2009 uczestniczył w zorganizowanym przez opozycję proteście w Konakry przeciwko planom startu w wyborach lidera rządzącej junty wojskowej Moussy Dadis Camary. W trakcie brutalnej pacyfikacji wiecu został pobity do nieprzytomności, a jego dom splądrowany i ograbiony. Zaraz po masakrze został objęty zakazem opuszczania kraju, jednak później został przetransportowany samolotem na leczenie do szpitala w Dakarze i Paryżu.
Po utworzeniu w lutym 2010 „rządu jedności narodowej” składającego się z członków junty i opozycji oraz wyznaczeniu nowej daty wyborów prezydenckich na czerwiec 2010, Diallo ogłosił zamiar ubiegania się o stanowisko głowy państwa. W pierwszej turze wyborów 27 czerwca 2010 zajął pierwsze miejsce, zdobywając 43,69% głosów poparcia. Pokonał Alphę Condé, który uzyskał 18,25% głosów. W drugiej turze głosowania 7 listopada 2010 przegrał z Condé stosunkiem głosów 47,5% do 52,5%.